# (117581) Devinschrader
(117581) Devinschrader est un astéroïde de la ceinture principale.

## Description
(117581) Devinschrader est un astéroïde de la ceinture principale. Il fut découvert le 4 mars 2005 au Mont Lemmon par le programme de relevé astronomique Mount Lemmon Survey. Il présente une orbite caractérisée par un demi-grand axe de 2,32 UA, une excentricité de 0,18 et une inclinaison de 3,3° par rapport à l'écliptique.